# Disa bivalvata
Disa bivalvata là một loài thực vật có hoa trong họ Lan. Loài này được (L.f.) T.Durand & Schinz mô tả khoa học đầu tiên năm 1894.